# Jampit
Jampit is een bestuurslaag in het regentschap Bondowoso van de provincie Oost-Java, Indonesië. Jampit telt 1511 inwoners (volkstelling 2010).